# أرنولد رايس ريتش
أرنولد رايس ريتش (بالإنجليزية: Arnold Rice Rich)‏ هو عالم أمراض أمريكي، ولد في 28 مارس 1893 في برمنغهام في الولايات المتحدة، وتوفي في 17 أبريل 1968 في بالتيمور في الولايات المتحدة.